# Гидра (спутник)
Ги́дра (134340 III, ранее S/2005 P 1) — один из пяти известных естественных спутников Плутона, один из двух (с Никтой), открытых в июне 2005 года космическим телескопом «Хаббл». Снимки, на основании которых было совершено открытие, были сделаны 15 и 18 мая 2005 года. Спутники на них были впервые обнаружены 15 июня 2005 года. После проведения дополнительных исследований и проверок, 31 октября 2005 года открытие было обнародовано. В 2006 году спутники получили собственные имена.
Гидра находится на круговой орбите радиусом около 65 000 километров, расположенной примерно в той же плоскости, что орбиты остальных спутников Плутона. Фактически Гидра обращается не вокруг Плутона, а вокруг общего центра тяжести системы Плутон—Харон. Гидра приблизительно на 20 % ярче, чем её компаньонка, Никта. Ранее предполагались размеры от 52 до 160 километров. В 2015 году в ходе миссии «Новые горизонты» было установлено, что она имеет размеры 43 × 33 километра. Таким образом, среди малых спутников Плутона Гидра является второй по размерам, уступая Никте.
Гидра находится в орбитальном резонансе с Никтой и Стиксом (периоды обращения Стикса, Никты и Гидры относятся как 18:22:33) и близка к резонансу с остальными спутниками Плутона.
Название спутника было объявлено 21 июня 2006 года в циркуляре Международного астрономического союза № 8723. Объект носит имя Лернейской гидры из древнегреческой мифологии — стоглавого чудовища, дочери Тифона и Ехидны. Гидра жила в болоте Лерне в Пелопоннесе и опустошала окружающую местность. Начальные буквы названий новооткрытых спутников Никта и Гидра (N и H) совпадают с инициалами миссии New Horizons («Новые горизонты»).
Деталям поверхности Гидры Международный астрономический союз решил присваивать названия, связанные с именами легендарных змей и драконов.

## Галерея
- Расположение Никты и Гидры во время открытия
- Плутон, Харон, Никта и Гидра
- Четыре изображения Гидры, полученные камерой LORRI